# Dictionnaire de la sagesse orientale

Le Dictionnaire de la sagesse orientale (Lexikon der östlichen Weisheitslehren en allemand) est un ouvrage de référence sur quatre religions orientales — bouddhisme, hindouisme, taoïsme et zen — paru en allemand chez Scherz Verlag en 1986, et en traduction française en 1989, chez Robert Laffont. 
Il est dû à quatre auteurs : Kurt Friedrichs, orientaliste, président de la Société allemande du Vedanta ; Ingrid Fischer-Schreiber, sinologue et spécialiste du bouddhisme à l'Université de Vienne ; Franz-Karl Ehrhard (de), ethnologue, tibétologue et indianiste à l'Université de Hambourg ; Michael S. Deiner, orientaliste à Tokyo. 

## Contenu
La traduction française est publiée en 1989 par les Éditions Robert Laffont, dans la collection « Bouquins », et rééditée à différentes reprises.
Les auteurs ont travaillé chacun sur un champ : K. Friedrich pour l'hindouisme ; I. Fischer-Schreiber pour le bouddhisme et le taoïsme ; F.-K. Ehrhard pour le bouddhisme tibétain, et Michael S. Deiner pour le zen. Ses quelque 4 000 articles sont organisés par ordre alphabétique de A à Z, et non pas regroupés par doctrine. Par ailleurs, les articles, d'une très bonne facture, sont relativement brefs. Le livre se termine par une riche bibliographie sur une trentaine de pages, organisée, elle, par doctrine. Chacune des quatre parties est divisée en « ouvrages fondamentaux » et « ouvrages généraux ». Le texte est rehaussé par une quarantaine de dessins.
Il expose et explique les concepts fondamentaux et les grandes doctrines de ces quatre sagesses, même si le nombre d'article ne suffit pas à couvrir l'ensemble du champ conceptuel de chaque doctrine.

## Édition
- Kurt Friedrichs, Ingrid Fischer-Schreiber, Franz-Karl Erhard, Michael S. Diener (trad. de l'allemand par Monique Thiollet), Dictionnaire de la sagesse orientale. Bouddhisme - Hindouisme - Taoïsme - Zen, Paris, Laffont, coll. « Bouquins », 2006 (1re éd. 1989), xii, 752 (ISBN 978-2-221-05611-0)